# Hamburg-Mitte
El Districte d'Hamburg-Mitte és un bezirk, una divisió administrativa típica de l'estat federal alemany d'Hamburg. Al 31 d'octubre de 2010 tenia 282.781 habitants. Té 19 barris o Stadtteile. El seu nom significa «centre d'Hamburg», quan és clar del context que es tracta del districte hamburguès, el nom s'abreuja sovint a Mitte.
| Barri                              | Superfície | habitants | Any de l'in- corporació |
| ---------------------------------- | ---------- | --------- | ----------------------- |
| Altstadt                           | 1,3 km²    | 1.661     | 834                     |
| Hafencity                          | 2,4 km²    | 1097      | 1140                    |
| Neustadt o Ciutat Nova             | 2,2 km²    | 11.586    |                         |
| Sankt Pauli                        | 2,3 km²    | 21.469    | 1258                    |
| Sankt Georg                        | 1,8 km²    | 10.279    | 1200                    |
| Hammerbrook                        | 2,5 km²    | 1.703     | 1383                    |
| Hamm                               | 5,8 km²    | 37.243    | 1383                    |
| Horn                               | 13,8 km²   | 37.635    | 1383                    |
| Billstedt                          | 16,8 km²   | 69.570    | 1937                    |
| Billbrook                          | 6,1 km²    | 1.357     | 1395                    |
| Rothenburgsort                     | 7,4 km²    | 8.637     | 1614                    |
| Neuwerk (amb Scharhörn i Nigehörn) | 3,3 km²    | 44        | 1316/1969               |
| Veddel                             | 4,4 km²    | 4.847     | 1768                    |
| Wilhelmsburg                       | 35,3 km²   | 50.472    | 1937                    |
| Kleiner Grasbrook Steinwerder      | 12,3 km²   | 1244      |                         |
| Waltershof Finkenwerder            | 28,6 km²   | 11.690    | 1500/1768 1445/1937     |

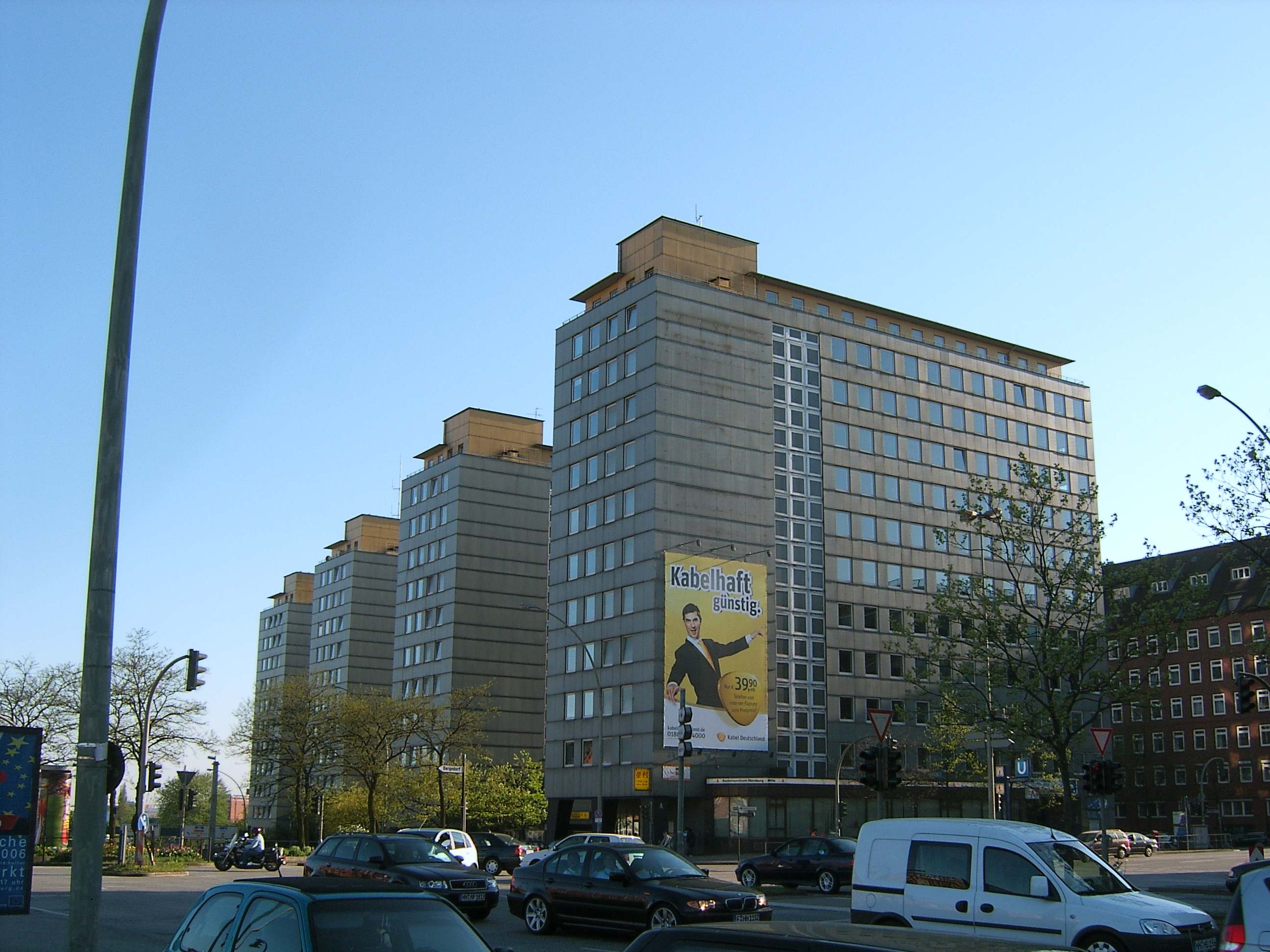
La seu administrativa

El districte conté barris que ja des de l'alta edat mitjana són hamburguesos, tant si com comprats, com endigats o com penyores mai reemborsats pels nobles dels entorns als quals sempre faltava calés. Altres van escaure a la ciutat hanseàtica després del tractat de Gottorp de 1768. Billstedt i Wilhelmsburg van afegir-se el 1937 per la llei de l'àrea metropolitana d'Hamburg, quan va perdre Neuwerk. El 1969, després del tractat de Cuxhaven Neuwerk tornà a Hamburg. El 2008, la zona portuària de l'Altstadt i del barri Klostertor van ser reunificats en un barri nou: Hafencity. La part oriental de Klostertor passà a Hammerbrook. Wilhelmsburg passà del Harburg a Mitte. L'1 de gener de 2011, els antics barris Hamm-Mitte, Hamm-Sud i Hamm-Nord van fusionar.
El districte Mitte conté la cleda de la ciutat que va néixer a una península entre els rius Elba, Bille i Elba des de l'inici del segle IX.

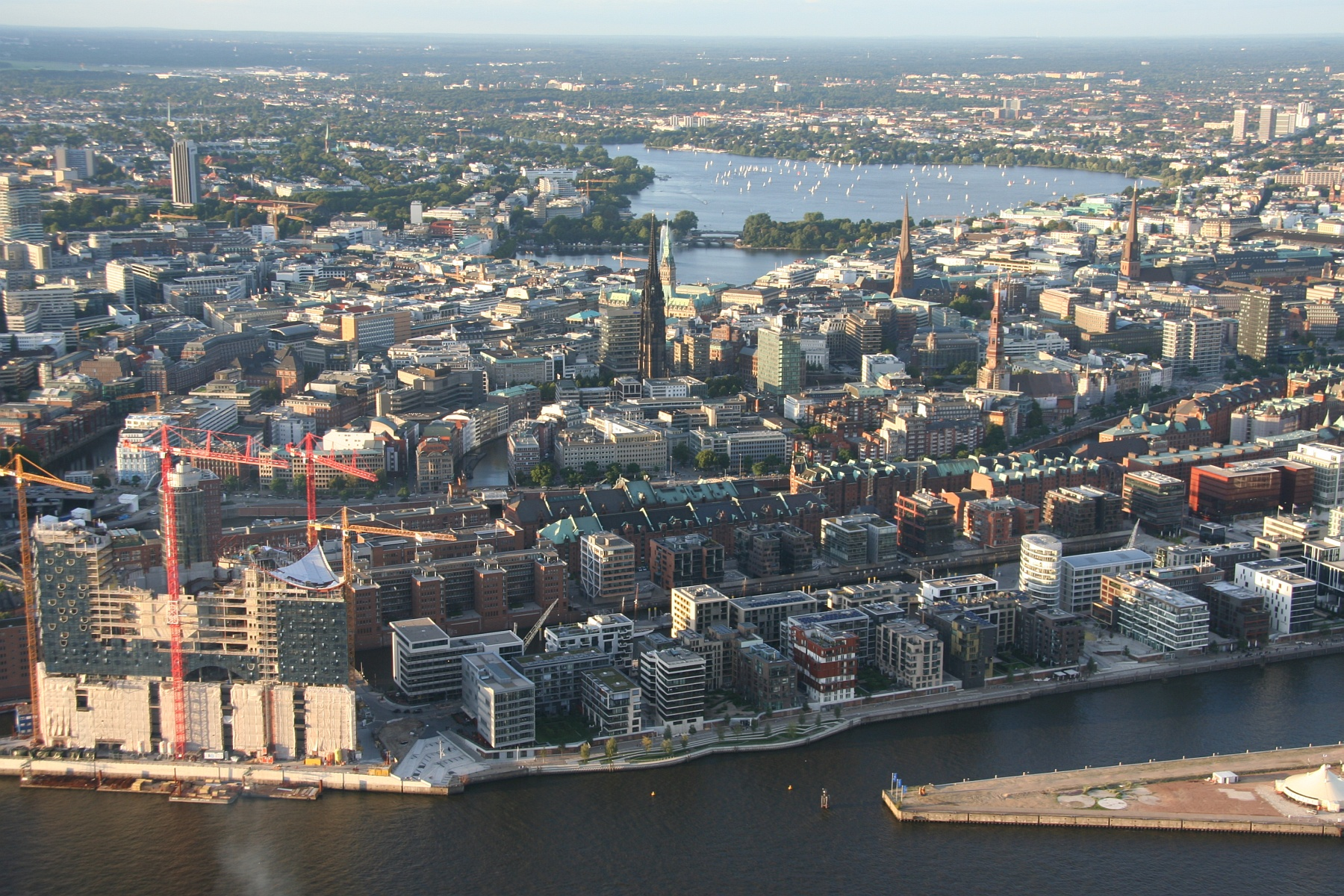
Hafencity
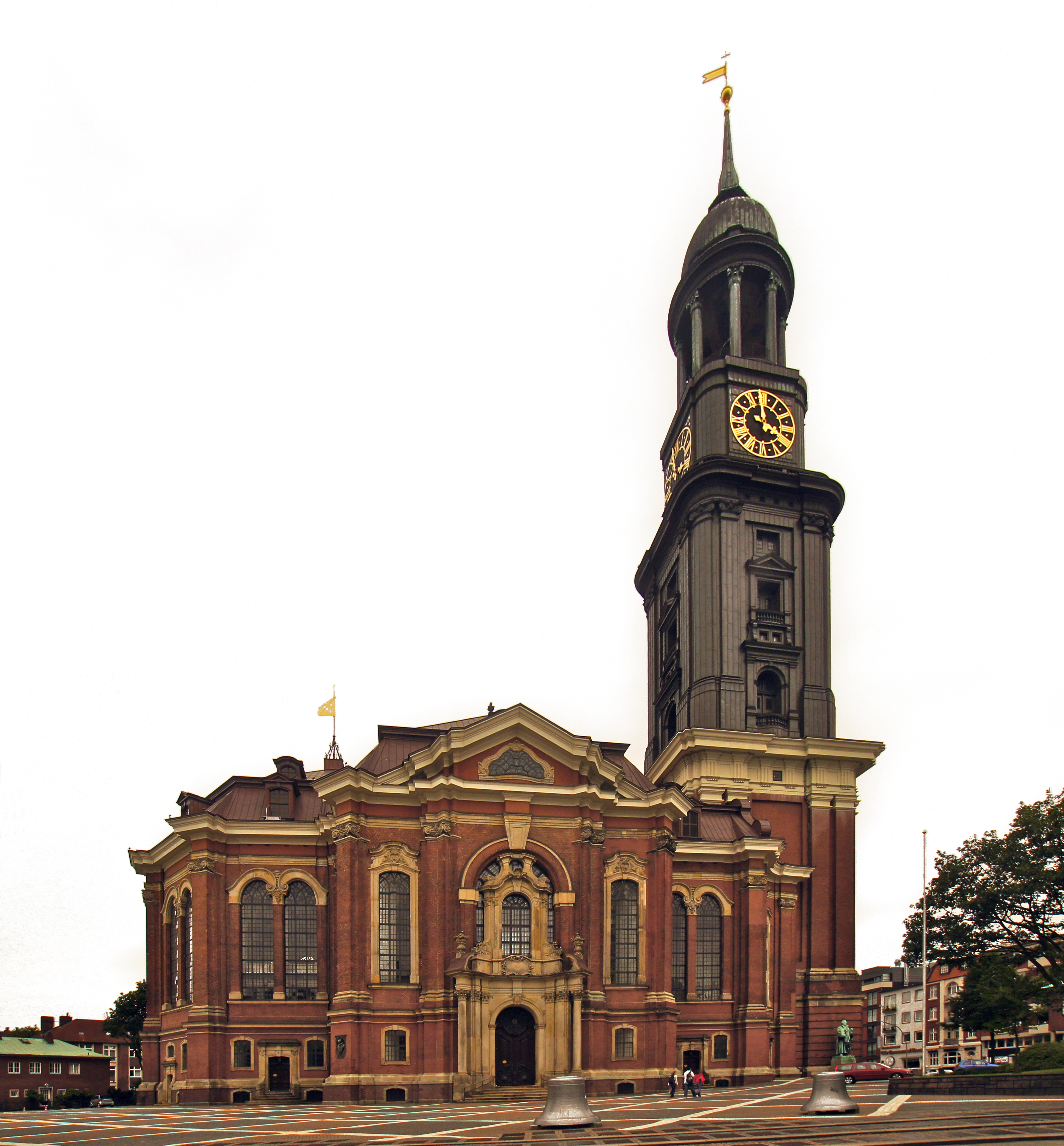
Der Michel a Neustadt
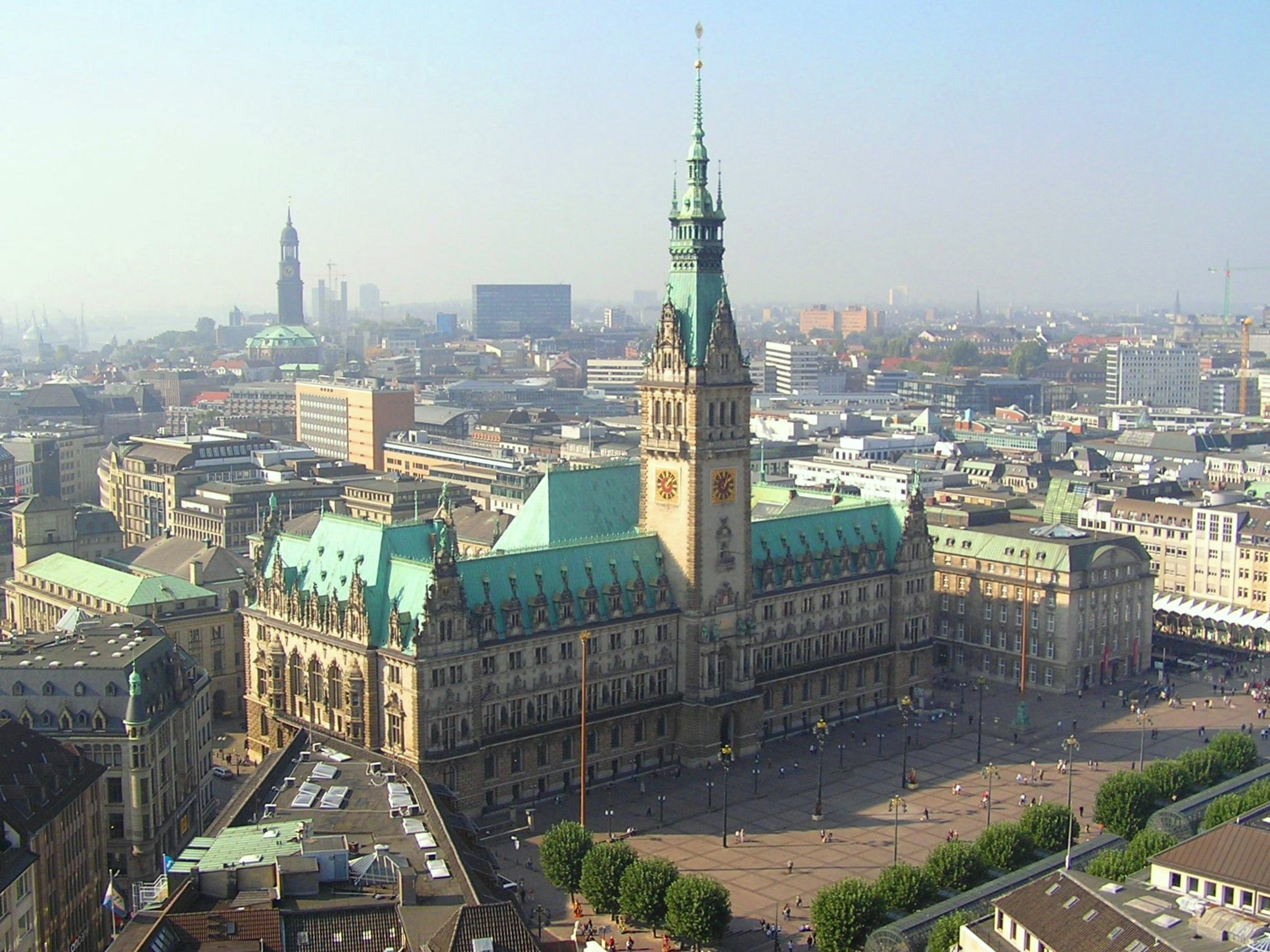
La plaça major i el Rathaus, seu del govern de l'estat
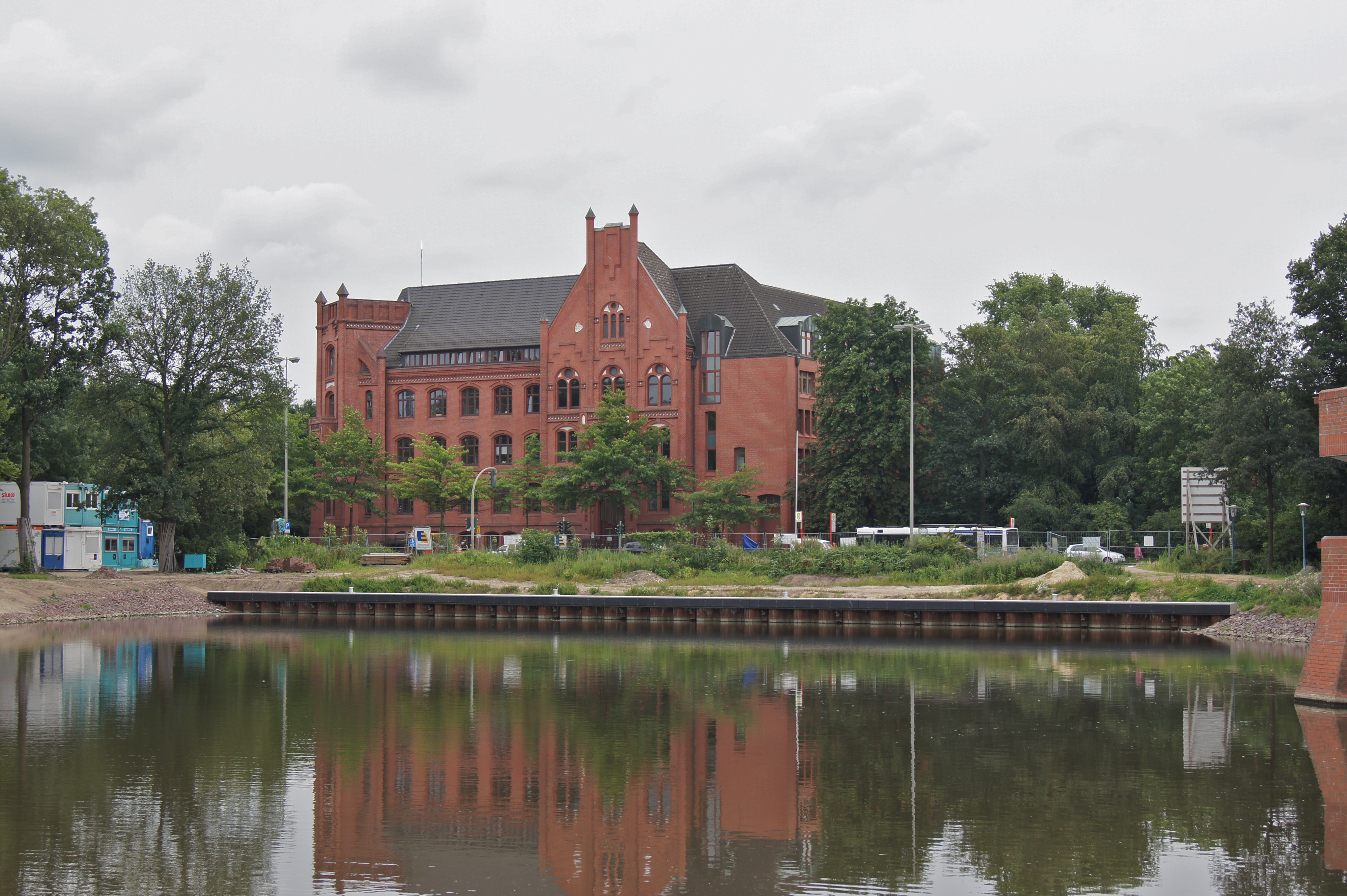
L'ajuntament de Wilhelmsburg al marge del Rathauswettern
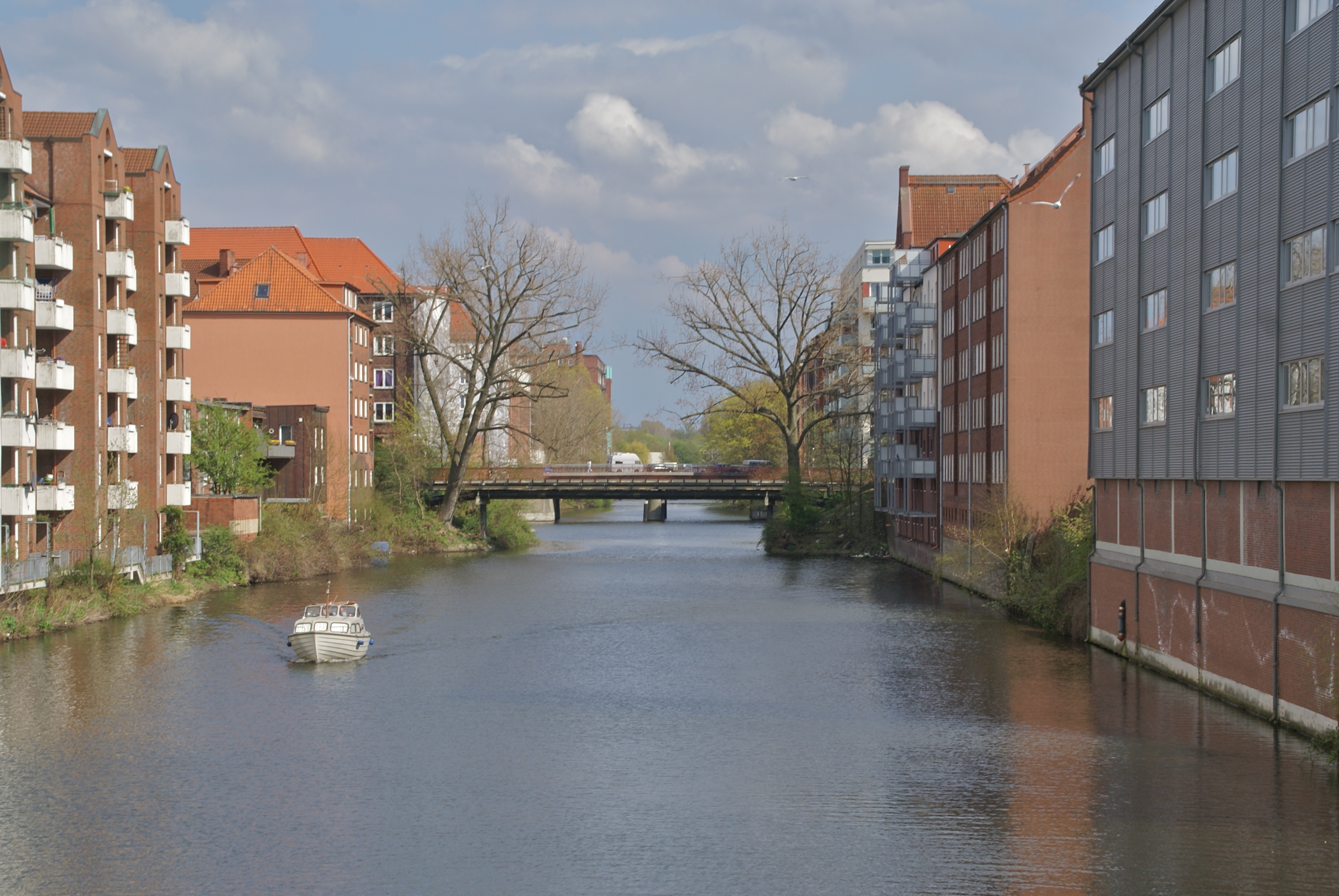
L'Hochwasserbassin a Hammerbrook
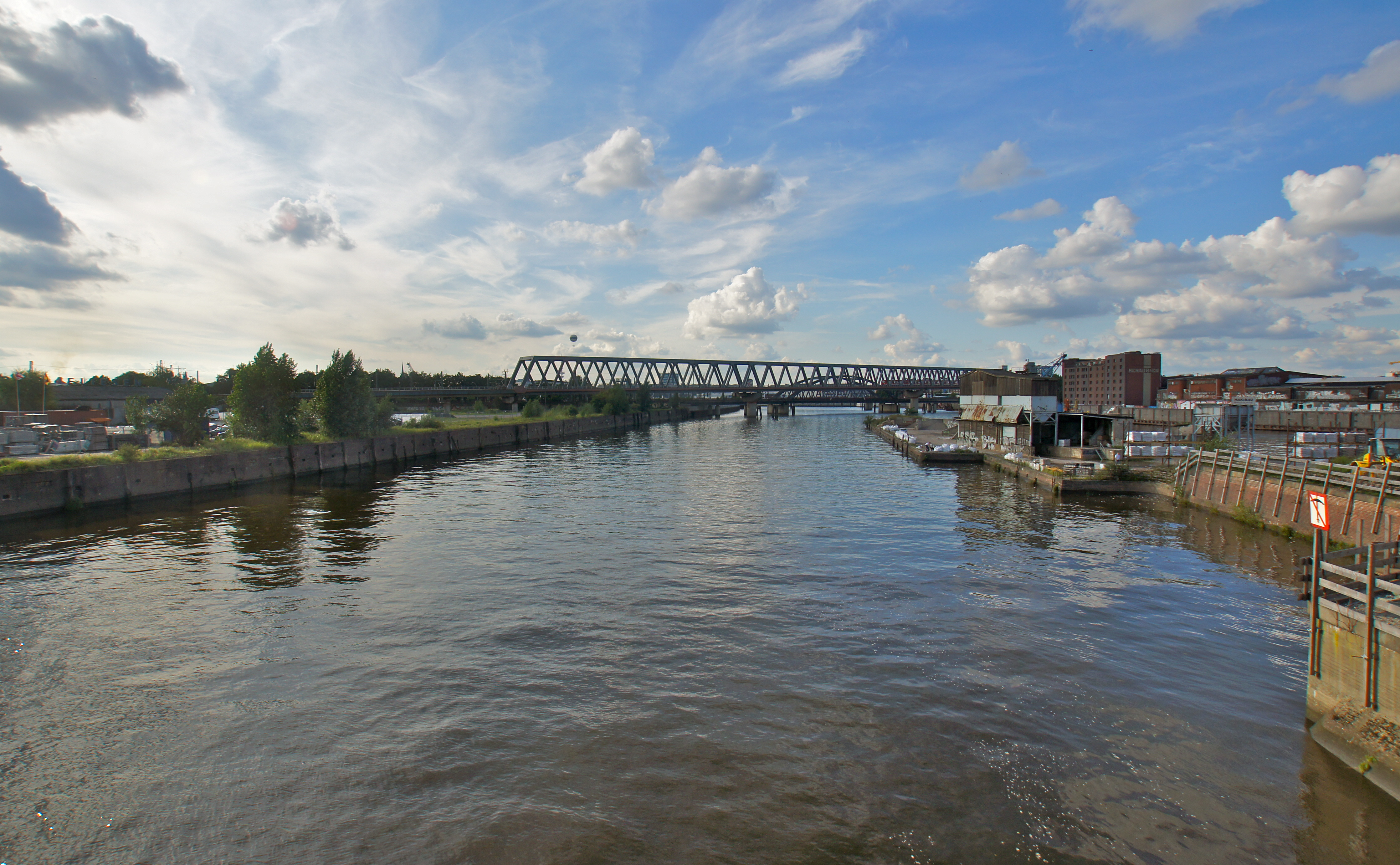
L'Oberhafenkanal de l'antic port entre Hafencity i Rothenburgsort
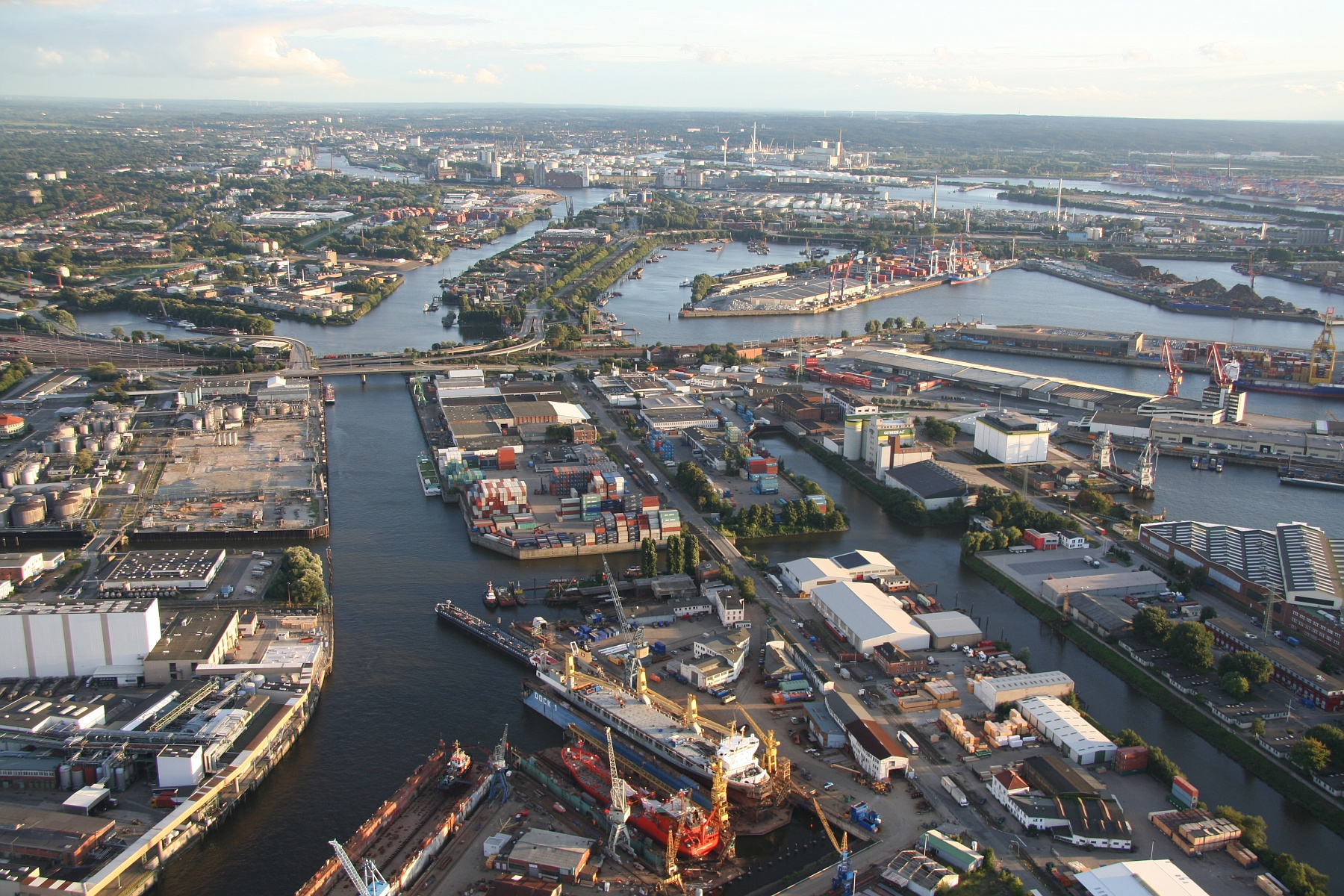
Vista aèria del port a l'entorn del Reiherstieg
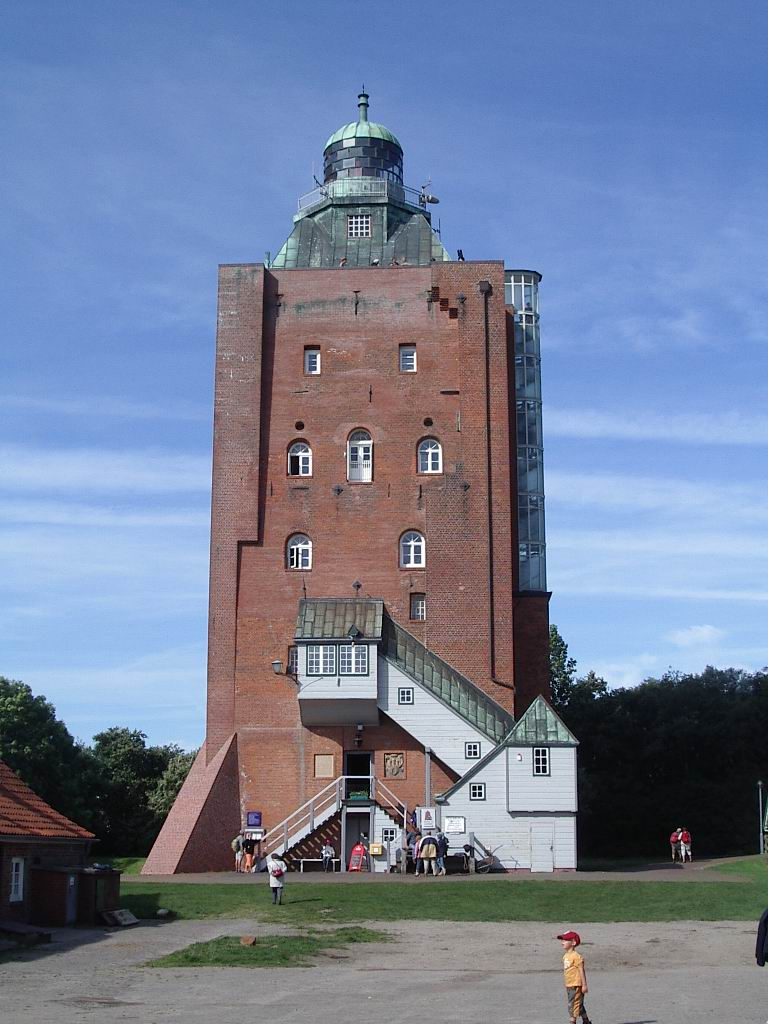
El far a l'exclavament de Neuwerk

## Enllaços i referències
1. ↑  Statistisches Amt für Hamburg und Schleswig-Holstein Arxivat 2014-07-19 a Wayback Machine. Statistisches Amt für Hamburg und Schleswig-Holstein, 2011 (traducció: Evolució de la poblacio a Hamburg i Slesvig-Holstein
2. ↑  Tot i el Kleiner Grasbrook i Steinwerder d'un costat i Finkenwerder i Waltershof d'altre costat formen quatre barris separats, el servei d'estadistíca dona les dades junts, com que Steinwerder i Waltershof són quasi inhabitats a causa de les instal·lacions portuàries.

- Per a les competències d'un bezirk o districte hamburguès, vegeu el lema Bezirk (Hamburg)
- Web oficial del bezirk al web de l'estat d'Hamburg (alemany)
- Organització política del bezirk Arxivat 2011-11-23 a Wayback Machine. (alemany)